# Virbac
Virbac (acrónimo de virología y bacteriología) es una empresa francesa dedicada exclusivamente a la investigación veterinaria. Fundada en 1968 en la localidad de Carros, cerca de Niza, por el veterinario Pierre-Richard Dick. Desde su muerte en 1992, su hija menor, Marie-Hélène Dick-Madelpuech, también veterinaria, preside el Consejo de Administración. 
La empresa es el 6º mayor grupo farmacéutico veterinario del mundo, con un volumen de negocio de 1 397 millones de euros en 2024. La compañía cotiza en el índice Euronext Paris desde 1985, siendo miembro del SBF 120. La familia del fundador es el accionista mayoritario de la empresa. 
La empresa farmacéutica tiene una gamma de vacunas y medicamentos para la prevención y tratamiento de enfermedades graves de animales de compañía y ganado en general.  

## Actividades
La empresa tiene aproximadamente 6 400 empleados en más de 100 países, con 35 filiales de ventas. Genera casi el 60 % de sus ingresos fuera de Francia. También posee 10 centros de investigación y desarrollo localizados en Estados Unidos, México, Chile, Uruguay, Francia, Vietnam, China, Taiwán, India y Australia.
Su gama de productos está pensada para cubrir las principales patologías de los animales de compañía y ganado en general: antiparasitarios internos y externos (pegues y pipetas), antibióticos, vacunas, pruebas diagnósticas, nutrición, dermatología, higiene dental, reproducción, acuicultura, anestesia, geriatría e identificación electrónica.

## Accionariado
Participación de la familia del fundador: 50,09%
Participación pública: 49,12%

## Conexiones Externas
- Sitio Oficial Archivado el 30 de junio de 2017 en Wayback Machine.
- Informe Anual de la Virbac

- Datos: Q3560575